# André Pavlovsky
Pour les articles homonymes, voir Pavlovsky.
André Pavlovsky, né à Paris (17e arrondissement) le 7 septembre 1891 et mort le 12 février 1961 à Saint-Jean-de-Luz, est un architecte français.

## Biographie
Né le 7 septembre 1891 dans le 17e arrondissement de Paris de parents russes exilés en France pour leur opposition au régime tsariste (son père, Isaac Yacovlevitch Pavlovsky était journaliste et sa mère Theodosia Vassilievna Vandacourova, chirurgien dentiste), André Pavlovsky, après des études secondaires au lycée Carnot (Paris), intègre l'École des beaux-arts de Paris, section Architecture (atelier Chifflot).
En 1915, avec ses frères Nicolas et Jean, il s'engage dans la Légion des Volontaires russes pour combattre aux côtés des troupes françaises. Il est conducteur au service des « Ambulances russes aux Armées françaises » de la tsarine Alexandra Fedorovna de Russie. Par la suite, il devient lieutenant d'artillerie, observateur de tir à bord des avions biplans qui survolent le front.
À la fin de la guerre, en 1918, il continue ses études d'architecture et, son diplôme obtenu, il participe, associé à son ami Louis Quételart, à la reconstruction du Nord de la France, plus particulièrement des villes de Méteren et Vieille-Chapelle. 
En 1925, il s'installe sur la côte basque, à Saint-Jean-de-Luz où il épouse, en 1930, Yvonne Longi. Le couple donne naissance à trois enfants : Claude-Marie, Marc et Jacques.
Dans cette région à forte identité, il tente de s'affranchir de la tradition sans oublier le passé ; il rallie d'abord le courant néo-basque dont le chef de file est l’architecte Henri Godbarge, puis privilégie ensuite les compositions plus modernistes. Il refuse la concession au pittoresque[réf. nécessaire], reste à l'écart de la mode[réf. nécessaire] et se donne la liberté de l'interprétation[réf. nécessaire]. La clientèle riche et cosmopolite qui fréquente Biarritz et Saint-Jean-de-Luz est réceptive à l'innovation[réf. nécessaire]. Très sollicité, Pavlovsky construit de nombreuses villas : ainsi, la Villa Zortziko pour le violoniste Jacques Thibaud, les villas San Firmin, Santa Barbara, Los Escudos pour Firmin van Bree, Lacostenia pour René et Simone Lacoste.
À partir de 1932, André Pavlovsky est architecte départemental des Basses-Pyrénées pour l’arrondissement de  Bayonne. 
Durant la Seconde Guerre mondiale, il rejoint l'armée française de la Libération en Afrique du Nord, débarque en Provence et participe à la campagne d'Allemagne.
À son retour, la demande pour les grandes maisons se fait plus rare. Il construit des bâtiments publics et des immeubles d'appartements, crée, en collaboration avec Firmin van Bree, les Motels Basques, luxueux appartements inspirés des structures hôtelières américaines. Il consacre une partie de son temps à la photographie, sa seconde passion. De 1946 à 1961, il préside  le Conseil Régional de l’Ordre des Architectes de la circonscription de Pau.
Il meurt le 12 février 1961 à Saint-Jean-de-Luz et repose au cimetière ancien de Saint-Jean-de-Luz.

## Distinctions
André Pavlovsky était lieutenant-colonel de réserve, décoré de la croix de guerre 1939-1945, de la médaille du sauvetage, chevalier de la Légion d'honneur, chevalier des arts et lettres, président du conseil régional de l'ordre des architectes et membre du Rotary Club.

## Hommage
Le 15 septembre 2007, à l'occasion des Journées du Patrimoine, le maire de Saint-Jean-de-Luz, Peyuco Duhart, a inauguré une plaque patrimoniale, apposée devant le phare de la ville, à sa mémoire.

## Principales réalisations

L'église de Méteren.

- École, mairie et église de Méteren avec Louis Quételart, 1920-1927[8].
- Église de Vieille-Chapelle avec Louis Quételart, 1925[9].
- Réaménagement de la Villa  Andaluccia, construite par Charles Siclis, avenue du Parc d'Hiver, Biarritz, 1925.
- Villa Zortziko, 1926.
- Villa l'Ayguette, avenue du docteur Claisse,  Biarritz, 1926.
- Villa Goïtia,  Bordagain-Ciboure, 1927
- Villa La Chozita, 1927.
- Villas Etche Soua, Gaïneko, Artea, Lacostenia et  Yoko Erdian autour du golf de Chantaco, 1929.
- Villa Méridiana, quartier Lachepaillet Bayonne, 1933.
- Reconstruction de la flèche et réparation du clocher de L'église paroissiale Saint-Pierre de Uhart-Mixe, 1935-1937
- Les deux phares de l'entrée du port de Saint-Jean-de-Luz et Ciboure 1936[10],[11].
- Maison Orenetchea.
- Villa Mugalde, route de Dancharia à Urrugne, 1938[12].
- Villa Atlanta à Saint-Jean-de-Luz, 1949.
- Villa Chori-Kanta à Lourdes , 1953
- Chapelle de Socoa, 76 chemin de Bizargorra à Urrugne, 1955[13],[14].